# Albertia reicheltae
Albertia reicheltae är en hjuldjursart som beskrevs av Koste 1970. Albertia reicheltae ingår i släktet Albertia och familjen Dicranophoridae. Inga underarter finns listade i Catalogue of Life.